# 热尔-贝莱斯唐
热尔-贝莱斯唐（法語：Gère-Bélesten，法語發音：[ʒɛʁ belɛstɛ̃]）是法国大西洋比利牛斯省的一个市镇，位于该省东南部，属于奥洛龙-圣玛丽区。

## 地理
热尔-贝莱斯唐（43°1'44"N, 0°25'22"W）面积12.82 平方千米，位于法国新阿基坦大区大西洋比利牛斯省，该省份为法国东南部省份，涵盖了贝阿恩与北巴斯克，西临大西洋比斯開灣，北至朗德省，东北接热尔省，东临上比利牛斯省，南与西班牙接壤。
与热尔-贝莱斯唐接壤的市镇（或旧市镇、城区）包括：阿斯特-贝翁、艾迪尤斯、比耶勒、拉兰斯。
热尔-贝莱斯唐的时区为UTC+01:00、UTC+02:00（夏令时）。

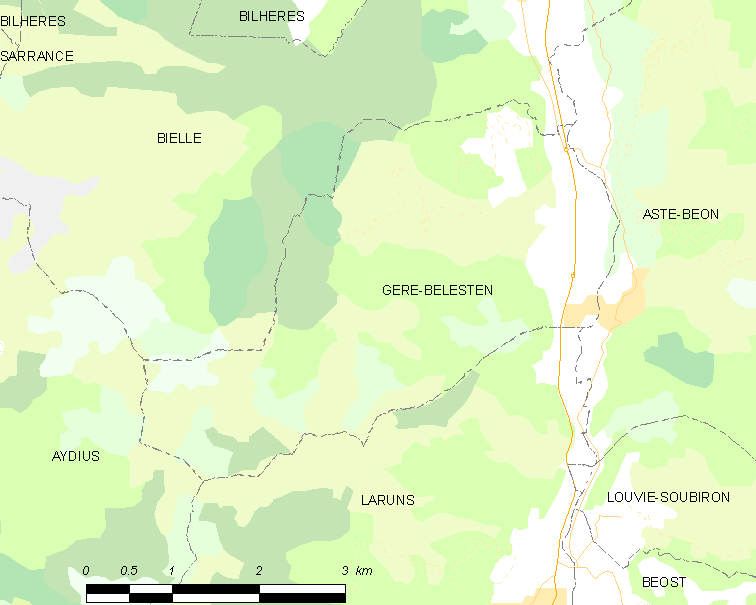
热尔-贝莱斯唐的OSM定位图

## 行政
热尔-贝莱斯唐的邮政编码为64260，INSEE市镇编码为64240。

## 政治
热尔-贝莱斯唐所属的省级选区为奥洛龙-圣玛丽第二县。

## 人口

1962-2008年间热尔-贝莱斯唐人口变化图示

热尔-贝莱斯唐于2022年1月1日时的人口数量为186人。